# (6481) Tenzing
(6481) Tenzing es un asteroide que forma parte del cinturón de asteroides y fue descubierto por Antonín Mrkos el 9 de septiembre de 1988 desde el Observatorio Kleť, cerca de České Budějovice, República Checa. 

## Designación y nombre
Tenzing se designó inicialmente como 1988 RR2. Más tarde, en 1999 fue nombrado así en memoria de Tenzing Norgay (1914-1986) quien fue un alpinista nepalí de la tribu sherpa. El 29 de mayo de 1953, como miembros de un grupo británico, Tenzing Norgay y el alpinista neozelandés Edmund Hillary se convirtieron en los primeros en escalar la cima del monte Everest y regresar.

## Características orbitales
Tenzing está situado a una distancia media del Sol de 2,279 ua, pudiendo alejarse hasta 2,695 ua y acercarse hasta 1,862 ua. Tiene una excentricidad de 0,183 y una inclinación orbital de 6,287 grados. Emplea 1256,32 días en completar una órbita alrededor del Sol. 

## Características físicas
La magnitud absoluta de Tenzing es 13,59. Tiene 4,476 km de diámetro y su albedo se estima en 0,463.